# Photuris potomaca
Photuris potomaca är en skalbaggsart som beskrevs av Barber 1951. Photuris potomaca ingår i släktet Photuris och familjen lysmaskar. Inga underarter finns listade i Catalogue of Life.